# Norterma Tholus
Il Norterma Tholus è una struttura geologica della superficie di Venere.